# Ullevaalstadion
Het Ullevaalstadion, gelegen in Oslo, is het nationale stadion van Noorwegen. De finale van de Noorse beker wordt in het Ullevaal Stadion gespeeld. Het stadion was de thuisbasis van FC Lyn Oslo (tot en met 2009) en Vålerenga IF (1999-2017) en is sinds maart 2007 eigendom van de Noorse voetbalbond (NFF).
Het stadion heeft tegenwoordig een capaciteit van 25.572 toeschouwers. Het toeschouwersrecord dateert van 1935 toen er 35.495 supporters opdaagden voor een interland van Noorwegen tegen Zweden. Het toeschouwersrecord van FC Lyn in het stadion is 35.000 toeschouwers voor de wedstrijd tegen Sarpsborg FK in de halve finale van de Noorse beker tijdens het seizoen 1946. Dit was een wedstrijd waar zo veel mensen voor kwamen opdagen, dat vele duizenden supporters niet in het stadion raakten. Ongeveer 60.000 mensen hebben de wedstrijd in of rond het stadion gevolgd.

## Geschiedenis
Het Ullevaal Stadion werd gebouwd door FC Lyn en werd geopend door Kroonprins Olaf op 26 september 1926. FC Lyn, versterkt door spelers van andere clubs, versloeg het Zweedse Örgryte IS met 5-1 in de openingswedstrijd. Het stadion werd al snel gebruikt voor de wedstrijden van de Noorse nationale ploeg, en de eerste interland vond er plaats op 29 mei 1927, een wedstrijd tussen Noorwegen en Denemarken (0-1). De capaciteit van het Ullevaal Stadion bedroeg in de begindagen 18.000 tot 20.000 plaatsen maar binnen de tien jaar werd het stadion uitgebreid tot meer dan 35.000 plaatsen.
De Noorse voetbalbond werd mede-eigenaar in 1945 en begon vanaf 1948 de bekerfinale te organiseren in het Ullevaal Stadion. In 1960 besliste de NFF tot een grondige vernieuwing van het stadion. De nieuwe Japp tribune werd geopend in 1967 waar zich de kleedkamers, een gymnasium en de kantoren van FC Lyn en de NFF bevinden. Met een capaciteit van 5000 plaatsen was het ooit de grootste enkelvoudige tribune van Noorwegen.
De evolutie om van het Ullevaal Stadion een stadion te maken dat slechts voor voetbalwedstrijden gebruikt zou worden begon in 1985 met de bouw van de Coca-Cola tribune, gelegen aan het westelijke einde van het terrein. Deze tribune heeft een capaciteit van 5940 plaatsen. De noord en oostkant van het stadion werden in het begin van de jaren negentig verbouwd. Net zoals de andere tribunes in het stadion kregen de noord- en oosttribunes de naam van een sponsor. De noordelijke tribune kreeg de naam Postbanken tribune. Het is sinds 1999 de hoofdtribune. De oostelijke tribune kreeg de naam Verdens Gang of VG tribune. Het onderste deel van de VG en Coca-Cola tribunes bestonden in het begin uit staanplaatsen. Tot er in 1997 zitjes werden geplaatst had het stadion een capaciteit van 28.000 plaatsen. Tegenwoordig is het onderste gedeelte van de Postbanken tribune de plaats waar de fanatiekste FC Lyn en Vålerenga supporters zitten tijdens de thuismatchen van hun club.
In 1998 werd de Japp tribune afgebroken om plaats te maken voor de nieuwe Norsk Tipping tribune en werd ook de vloerverwarming geïnstalleerd. Deze tribune werd in 2005 omgedoopt tot de Hafslund-tribune, naar de nieuwe sponsor.
Vålerenga verhuisde naar het Ullevaal Stadion in 1999 na 55 seizoenen in het Bislett gespeeld te hebben. Hun recordopkomst in het Ullevaal Stadion is 24.894 voor een wedstrijd tegen Rosenborg BK in 2005. FC Lyn bleef tot in 2009 in het Ullevaal Stadion blijven spelen nadat in 2007 de NFF alleen eigenaar is geworden van het stadion. Daarna verkaste de club naar het Bislett. Vålerenga speelt sinds 2017 in de nieuwe Intility Arena.

## Naam
Zowel het stadion als de gelijknamige wijk Ullevål ontleent zijn naam aan een oude boerderij met de naam Ullarváll. Het eerste deel van de naam verwijst naar de god Ullr. Het tweede deel van de naam váll komt waarschijnlijk van hváll dat "kleine heuvel" betekent. Ullarváll betekent dus letterlijk Ullrheuvel of heuvel van Ullr.

## Evenementen
Het grootste evenement dat buiten het voetbal plaatsvond in het Ullevaal Stadion was een optreden van Billy Graham in 1955, waar 40.000 fans op afkwamen. In het stadion zijn ook bokswedstrijden en concerten georganiseerd.

## Rondleidingen en het museum
Het voetbalmuseum opende de deuren in 2002 naar aanleiding van het honderdjarige bestaan van de NFF en bevindt zich in de Hafslund tribune. Het stelt de meer dan 100-jarige geschiedenis van het Noorse voetbal tentoon. Er zijn ook rondleidingen in het stadion.

## Fotogalerij

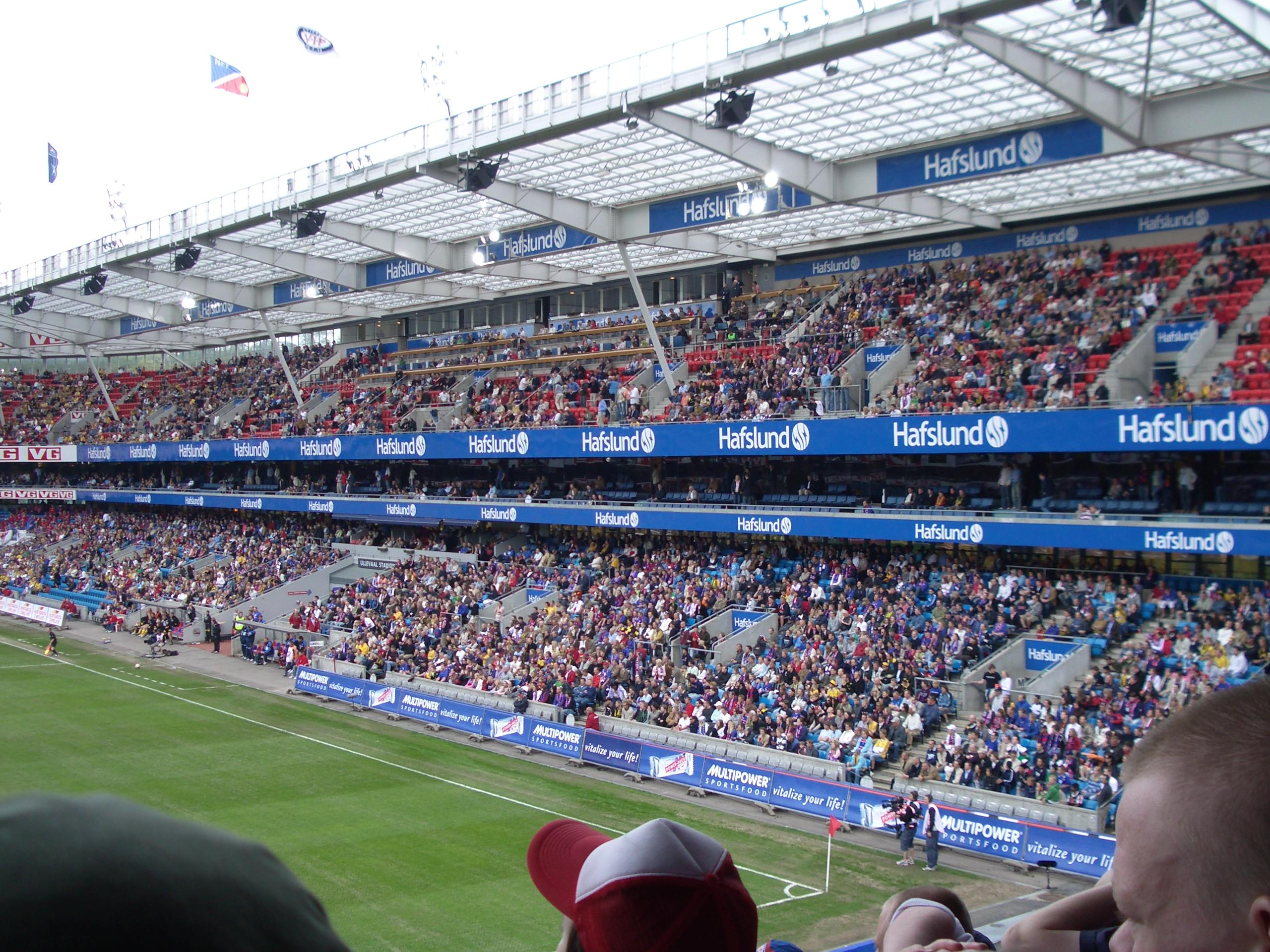
Hafslund tribune.
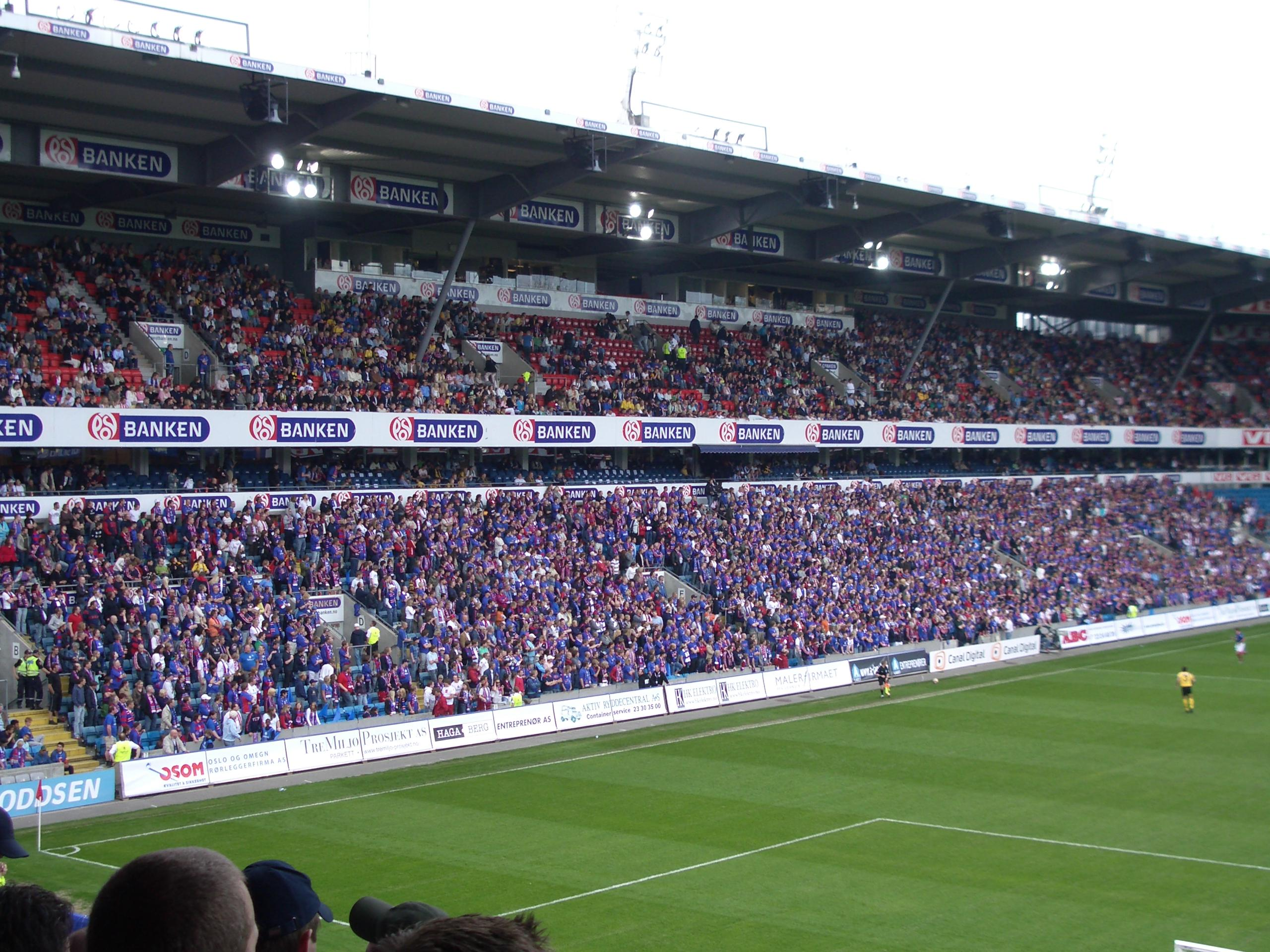
Supporters van Vålerenga op de Postbanken tribune.
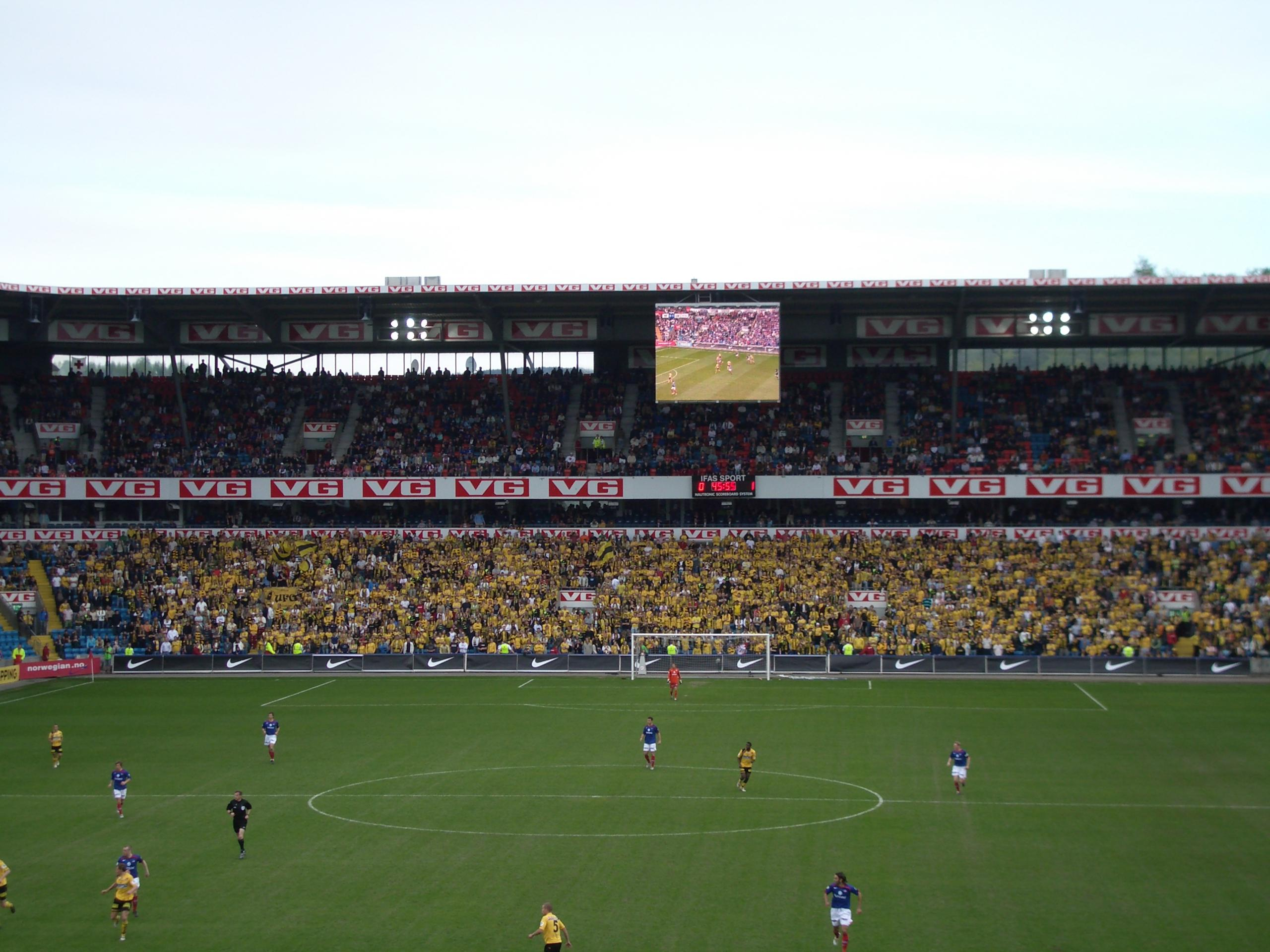
Bezoekende supporters van Lillestrøm op de VG tribune.
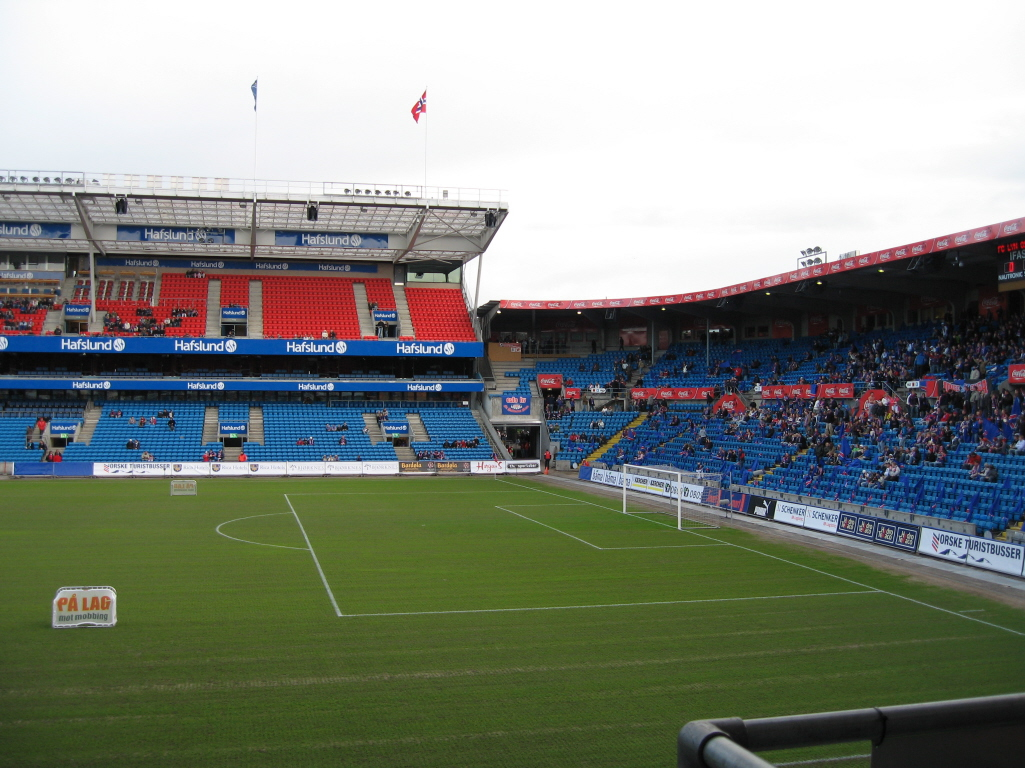
De Coca-Cola tribune.